# Wernstedt
Wernstedt ist Ortsteil und Ortschaft der Stadt Kalbe (Milde) im Altmarkkreis Salzwedel in Sachsen-Anhalt, Deutschland.

## Geographie

### Lage
Wernstedt, ein Straßendorf mit Kirche, liegt vier Kilometer westlich von Kalbe (Milde) und 28 Kilometer südlich von Arendsee in der Altmark. Die Milde fließt rund vier Kilometer östlich an Wernstedt vorbei.

### Ortschaftsgliederung
Zur Ortschaft gehört der Ortsteil Wernstedt mit der Siedlung Neu Wernstedt.

## Geschichte

### Mittelalter bis Neuzeit
Das Dorf Wernstedt bei Kalbe an der Milde findet sich 1318 erstmals als ville Wernstede urkundlich erwähnt. Es wird hier vom damaligen Markgrafen Woldemar an die mit der Familie von Warnstedt befreundeten Ritter von Kröcher belehnt. Das Dorf selbst scheint jedoch älter zu sein, worauf die im Ort befindliche romanische Feldsteinkirche hindeutet, die auf Grund ihrer typischen Bauweise in das 12./13. Jahrhundert zu datieren ist. Weitere Namensnennungen sind: 1321 villam Wernstede, 1340 ville Wernstede, 1593 Warnnstedte, 1687 Warnstede und schließlich 1804 Wernstedt.
Im Südwesten des Ortes auf einem Berg stand eine Windmühle, daneben war eine Kiesgrube.
Einen Kilometer südlich des Dorfes liegt Siedlung Neu Wernstedt. Sie entstand aus einer Kolonie an der ehemaligen Ziegelei. Das damalige Etablissement wurde 1856 auf Antrag des Gutsbesitzers Lehmann so benannt.
Das südwestlich des Dorfes im Wald gelegene Großsteingrab Wernstedt wurde im 19. Jahrhundert zerstört.
1897 erhielt Wernstedt Anschluss an das Netz der Altmärkischen Kleinbahn. 1968 wurde der Betrieb auf der Strecke nach Gardelegen eingestellt, 1970 auch auf der nach Klötze und Kalbe (Milde).

### Herkunft des Ortsnamens
Die Herkunft könnte nach Jürgen Udolph „Siedlung, Stätte des Werno“ sein. Der Ort könnte seinen Namen aus dem von Warnstedt (Harz) eingewanderten gleichnamigen Adelsgeschlecht von Warnstedt erhalten haben.
Franz Mertens nennt hingegen die Deutung des Ortsnamens ungewiss. Er schlägt vor: Vom Angelsächsischen ver für Wohnung oder vom Personennamen varin von vari für die Wehr.

### Eingemeindungen
Am 25. Juli 1952 wurde die Gemeinde Wernstedt aus dem Landkreis Gardelegen in den Kreis Kalbe (Milde) umgegliedert. Am 1. Januar 1988 kam die Gemeinde dann zum Kreis Gardelegen.
Durch einen Gebietsänderungsvereinbarung beschlossen die Gemeinderäte der Gemeinden Stadt Kalbe (Milde) (am 8. Mai 2008), Altmersleben (am 14. Mai 2008), Güssefeld (am 6. Mai 2008), Kahrstedt (am 7. Mai 2008), Neuendorf am Damm (am 2. Mai 2008), Wernstedt (am 13. Mai 2008) und Winkelstedt (am 13. Mai 2008), dass ihre Gemeinden aufgelöst und zu einer neuen Stadt Kalbe (Milde) vereinigt werden. Dieser Vertrag wurde vom Landkreis als unterer Kommunalaufsichtsbehörde genehmigt und trat am 1. Januar 2009 in Kraft.
Nach Umsetzung der Vereinigungsvereinbarung der bisher selbstständigen Gemeinde Wernstedt wurde Wernstedt Ortsteil der neuen Stadt Kalbe (Milde). Für die eingeflossene Gemeinde wurde die Ortschaftsverfassung nach den §§ 86 ff. der Gemeindeordnung Sachsen-Anhalt eingeführt. Die aufgenommene Gemeinde Wernstedt und künftigen Ortsteil Wernstedt wurde zur Ortschaft der neuen Stadt Kalbe (Milde). In der eingeflossenen Gemeinde und nunmehrigen Ortschaft Wernstedt wurde ein Ortschaftsrat mit fünf Mitgliedern einschließlich Ortsbürgermeister gebildet.
In der Ortschaft gibt es seit 2019 nur noch einen Ortsvorsteher, der einem stellvertretenden Ortsvorsteher haben kann.

### Einwohnerentwicklung
| Jahr | Einwohner |
| ---- | --------- |
| 1734 | 159       |
| 1774 | 142       |
| 1789 | 172       |
| 1798 | 165       |
| 1801 | 164       |
| 1818 | 150       |
| 1840 | 218       |
| 1864 | 243       |

| Jahr | Einwohner |
| ---- | --------- |
| 1871 | 244       |
| 1885 | 223       |
| 1892 | [00]240   |
| 1895 | 230       |
| 1900 | [00]254   |
| 1905 | 264       |
| 1910 | [00]259   |
| 1925 | 256       |

| Jahr | Einwohner |
| ---- | --------- |
| 1939 | 241       |
| 1946 | 444       |
| 1964 | 359       |
| 1971 | 302       |
| 1981 | 398       |
| 1993 | 244       |
| 2006 | 218       |
| 2007 | 209       |

| Jahr | Einwohner |
| ---- | --------- |
| 2015 | 191       |
| 2016 | 187       |
| 2017 | 190       |
| 2018 | 189       |
| 2020 | [00]171   |
| 2021 | [00]167   |
| 2022 | [0]156    |
| 2023 | [0]157    |

Quelle, wenn nicht angegeben, bis 2006, 2015 bis 2018

## Religion
Die evangelische Kirchengemeinde Wernstedt, die früher zur Pfarrei Zichtau gehörte, wird heute betreut vom Pfarrbereich Kalbe-Kakerbeck im Kirchenkreis Salzwedel im Bischofssprengel Magdeburg der Evangelischen Kirche in Mitteldeutschland. Die ältesten überlieferten Kirchenbücher für Wernstedt stammen aus dem Jahre 1619.
Die katholischen Christen gehören zur Pfarrei St. Hildegard in Gardelegen im Dekanat Stendal im Bistum Magdeburg.

## Politik

### Ortsbürgermeisterin
Ortsbürgermeisterin der Ortschaft Wernstedt ist seit 2019 Nicole Wernecke. Sie wurde am 26. Mai 2019 bei der Ortsvorsteherwahl gewählt.
Letzte Bürgermeisterin der Gemeinde war Anni Schulz von 1967 bis 2009. Danach war sie bis 2019 Ortsbürgermeisterin und damit viele Jahre lang die dienstälteste Bürgermeisterin Sachsen-Anhalts.

### Ortschaftsrat
Die letzte Amtszeit des dreiköpfigen Ortschaftsrats endete Juni 2019.

## Wirtschaft und Infrastruktur
In Wernstedt gibt es folgende Gemeindeeinrichtungen:
- Dorfgemeinschaftshaus
- Freiwillige Feuerwehr Wernstedt
- Kindertagesstätte „Villa Kunterbunt“, die sich in freier Trägerschaft befindet.

### Verkehrsanbindung
Wernstedt liegt fünf Kilometer östlich der von Salzwedel nach Magdeburg verlaufenden Bundesstraße 71. Busverbindungen führen von Wernstedt nach Stendal, Klötze, Salzwedel und Magdeburg.

### Vereine
- Spielmannszug Wernstedt-Engersen e. V.
- Trägerverein für die Kindertagesstätte Villa Kunterbunt e. V.

## Kultur und Sehenswürdigkeiten
- Die evangelische Dorfkirche Wernstedt, eine romanische Feldsteinkirche, wurde im 18. Jahrhundert vom preußischen Hofbaumeister Friedrich Wilhelm Diterichs (1702–1782) im Stile des Rokoko-Klassizismus umgestaltet und ist deswegen aus kunsthistorischer Sicht eine Besonderheit. In der Kirche findet man Teile der ursprünglichen Feldsteinpflasterung des Fußbodens und eine sehenswerte Ausstattung.
- Auf dem Kirchhof befindet sich der Ortsfriedhof mit einem Gedenkstein für alle Kriegsopfer.[23]
- 1993 entstand bei Neu Wernstedt ein Naturlehrweg, auf dem typische Waldbilder vorgestellt werden.